# Bogdana (Vaslui)
Bogdana is een Roemeense gemeente in het district Vaslui.
Bogdana telt 1818 inwoners.